# 서울 반야암 목조관음보살좌상
서울 반야암 목조관음보살좌상은 서울특별시 서대문구 봉원동 반야암에 있는 조선시대의 불상이다. 2015년 1월 15일 서울특별시의 유형문화재 제369호로 지정되었다.

## 개요
반야암 목조관음보살좌상은 제작시기가 확실한 조선후기 조각으로서 진열(進悅)이라는 조각승의 이름도 확인할 수 있어 조선시대 불교조각사 연구에 중요한 작품이다.

## 조사보고서
반야암은 서울 서대문구 봉원동에 위치한 봉원사의 산내 암자로 새로 신축된 금당에는 항마촉지인 여래좌상을 본존으로 하여 목조보살좌상과 석조보살좌상이 좌우로 협시하는 삼존이 봉안되어 있다. 이 삼존상 가운데 제작시기가 가장 이르다고 생각되는 향좌측의 목조보살좌상은 높이 54.2cm로 보존상태가 양호한 편이다.
몸체에 비해 두부가 큰 신체비례를 보여주는데, 머리에 화문과 화염문으로 장식된 화려한 보관(後補된 것임)을 쓰고 머리 위에는 보계[寶髻,상투]가 표현되었으며 머리다발이 양어깨에 흘러내린 모습이다. 방형에 가까운 얼굴은 양 뺨에 살이 많아 풍부한 양감을 보이고 눈은 가늘게 떠서 반개하였으며 코가 크고 오똑하며 인중은 넓고 입에는 잔잔한 미소를 띠고 있다.
착의방법은 가사를 두 벌 겹쳐서 입은 형식인데, 가슴에는 내의(內衣)가 수평으로 접혀있다. 별재(別材)로 만들어 끼워 넣은 양 손은 큼직하며 검지와 약지는 펴고 중지와 무명지를 구부려 중지를 엄지에 맞댄 상태로 지금은 잃어버린 지물(持物)을 들고 있었던 듯하다. 다리를 덮은 치마[裙]의 자락은 꽃잎처럼 새겨져 있는데, 18세기 불상에서 나타나는 전형적인 표현이라고 할 수 있다.
보살상의 몸속에서는 복장물이 발견되었는데, 조성발원문을 비롯해서 주서다라니, 후령통, 묘법연화경 등이 포함되어 있었다. 조성발원문을 보면, 보살상은 1722년에 천후산 문수사에서 조성하여 봉안했던 상으로 이 보살상은 수조각승 진열이 이끈 진행, 옥총, 일영, 수성의 다섯 명이 제작한 것이다. 진열은 조선후기의 조각승 가운데 비교적 여러 작품이 전해오는 인물로 자료상 처음 확인되는 것은 1688년 상주 북장사 목조지장보살상과 시왕상 조성에서 수조각승 지현을 보좌하여 참가했다는 기록이며, 수조각승 성심(性諶)의 보조 조각승으로서 전북 흥양 백련사 목조가섭·아난존자와 십육나한상의 제작에도 참여하였다.
현존 작품 가운데 수조각승으로서의 진열의 활동이 처음 보이는 것은 1713년으로 경기도 고양 노적사 목조아미타삼존불좌상(現 고양 상운사 봉안)부터인데, 이후 1718년에는 경남 양산 통도사 사천왕상을, 1719년에는 전남 남평 운흥사 목조지장보살상과 시왕상(現 목포 달성사 봉안) 중수하였으며, 반야암 보살상을 제작한 같은 해인 1722년에는 부산 범어사 관음전 목조관음보살좌상을 제작하였다. 따라서 진열의 활동지역은 경기도, 경상도, 전라도에 넓게 퍼져 있었음을 알 수 있다.
원래 반야암 보살상이 봉안되었던 천후산 문수사가 어느 곳에 위치한 사찰인지, 또 언제 반야암으로 옮겨졌는지는 확인할 수 없다. 그러나 발원문의 내용에서 이 보살상이 관음보살이며 문수사 감로암의 상단에 모셔진 관음보살상임을 밝히고 있어 삼존불 가운데 하나로 모셔졌던 협시보살상이 아닌 독존으로 봉안되었던 보살상이 었을 가능성이 크다고 생각된다.
願文

康熙六十一年壬寅二月日天后山文殊寺甘露

庵上壇造成觀音菩薩一座安於宝座

施主列目

造像供養布施体金大施主 道明 比丘

黃金大施主 崔莫大 靈駕

面金大施主 金斗才 兩主 金尙玄 兩主

烏金大施主 戒日 比丘

供養大施主 金斗發 兩主

緣化秩

證明 行淨 比丘

持殿 雷炯 比丘

畫員 進悅 比丘

眞行 比丘

玉聰 比丘

一英 比丘

守性 比丘

供養主 處明 比丘

坦玉 比丘

來往 惠明 比丘

惠哲 比丘

別座 智元 比丘

化士 道明 比丘

楚行 比丘

三綱 位淸 比丘

惠聰 比丘

大禪師 守卞 比丘

智行 比丘

願文作偈曰

我今造像觀音菩薩智慧莊嚴功德聚檀越

善人今○○願證蓮○淨法身彌陀畵像一

菩薩若有見聞遍十方願此同緣亦如是點

眼無時作佛事亦願三途若輪息悉今除

熱偈淸凉皆發無上菩提心永觀愛河

登彼岸

제작시기가 확실한 조선후기 조각으로서 진열이라는 조각승의 이름도 확인할 수 있어 조선시대 불교조각사 연구에 중요한 작품이므로 서울시 유형문화재로 지정하여 보존·관리하는 것이 바람직할 것으로 판단된다.

## 참고 자료
- 반야암 목조관음보살좌상 - 국가유산청 국가유산포털